# Albert Langen
Albert Langen, né le 8 juillet 1869 à Anvers (Belgique) et mort le 30 avril 1909 à Munich (Allemagne), est un éditeur allemand. Il fonde la revue satirique Simplicissimus  et les éditions Langen Verlag.

## Parcours

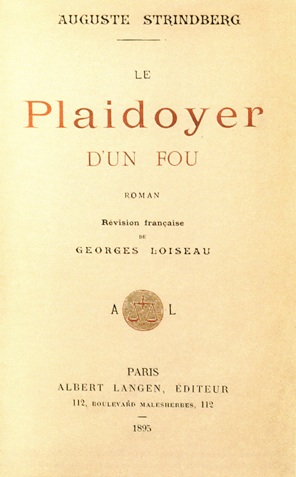
Livre publié par Albert Langen à Paris (1895).

Né dans une riche famille d'industriels anversois, Albert Langen quitte très tôt la Belgique pour s'installer à Cologne où son père a de nouvelles fonctions.
Paris
En 1890, Albert arrive à Paris pour devenir peintre. Là, il se lie avec des écrivains comme Henry Becque, Abel Hermant, Paul Hervieu, Octave Mirbeau, et Émile Zola, mais surtout avec le dessinateur Steinlen, avec qui il reste ami toute sa vie. Il croise le chemin de Willy Gretor (1868-1923), aventurier, escroc, faussaire mais aussi artiste, qui est le secrétaire de Frank Wedekind. Albert Langen rend souvent visite à Gretor dans son grand appartement situé boulevard Malesherbes. Séduit, il ouvre au numéro 112 une galerie d'art et une maison d'édition avec l'aide financière de Gretor. C'est là que Knut Hamsun lui rend visite : l'auteur norvégien ne parvenant pas à faire publier son manuscrit en Allemagne, Lange tente de persuader S. Fischer Verlag en offrant de payer lui-même la traduction et une partie du tirage. Essuyant un nouveau refus, Lange décide alors de publier lui-même l'ouvrage d'Hamsun (Mysterien, 1894).
L'année suivante, Lange part s'installer en tant qu'éditeur d'abord à Leipzig puis à Munich. Son catalogue comprend de nombreux auteurs français, illustrés par Jules Chéret, Steinlen, ou bien encore Thomas Theodor Heine. En 1896, il épouse Dagny Bjørnson (1876-1974), fille de l'écrivain norvégien Bjørnstjerne Bjørnson.
Simplicissimus
Avec Heine, il fonde le 4 avril 1896, un hebdomadaire satirique illustré appelé Simplicissimus. Dès 1897, il se heurte à la censure du pouvoir impérial allemand et se voit infliger des interdictions temporaires d'affichage. Son catalogue d'éditeur s’étoffe : en 1898, il compte 67 titres. Thomas Mann devient lecteur pour Lange. Malheureusement, le no 31 de la troisième année de Simplicissimus, celui portant sur la Palestine, déclenche une série d'actions en justice de la part du gouvernement impérial. Accusé de haute trahison, Lange mais aussi Heine, choisissent de s'enfuir en Suisse durant l'automne 1898. Dès lors, et durant quatre ans et demi, il dirige ses affaires de loin, installant sa famille à Paris, rue de la Pompe, naviguant entre ses différents bureaux européens et comptant sur ses nombreux amis. N'ayant aucun problème d'argent (il hérite entre-temps de son père), sa revue et sa maison d'édition connaissent une croissance régulière. En 1903, il est gracié par le roi de Saxe et autorisé à revenir en Allemagne contre le versement d'une forte amende de 20 000 marks. De retour à Munich, il doit céder en 1906 du pouvoir dans Simplicissimus, alors transformée en société anonyme, en intégrant une partie du personnel aux bénéfices. L'année suivante, il se sépare de son épouse qui se lie à Paul Iribe et l'aide à financer le magazine Le Témoin — elle se remariera avec le traducteur Georges Sautreau.
Héritage
Début avril 1909, Langen contracte une grave infection pulmonaire à la suite d'un voyage en dirigeable Zeppelin. Il meurt le 30, puis est enterré à Cologne, dans la tombe de ses parents.
Il laisse une fortune considérable : dans son testament, il nomme quatre administrateurs, car ses deux enfants sont encore dans leurs minorités. Son frère Martin géra la maison Langen Verlag jusqu'en 1918. Durant les années 1920, les premiers livres du Bauhaus furent édités chez Langen Verlag.
Influencé par l'art nouveau dans ses conceptions artistiques, très bon gestionnaire, excellent éditeur de livres et homme de presse, Albert Langen fut le plus sérieux concurrent de S. Fischer Verlag.
La marque survit à travers la maison Langen Müller Verlag.